# Седрина
Седрина (итал. Sedrina) је насеље у Италији у округу Бергамо, региону Ломбардија.
Према процени из 2011. у насељу је живело 1276 становника. Насеље се налази на надморској висини од 336 м.

## Становништво
Према резултатима пописа становништва 2011. у општини је живело 2.507 становника.
| 1931. | 1936. | 1951. | 1961. | 1971. | 1981. | 1991. | 2001. | 2011. |
| ----- | ----- | ----- | ----- | ----- | ----- | ----- | ----- | ----- |
| 2.002 | 1.799 | 2.194 | 2.168 | 2.214 | 2.375 | 2.410 | 2.380 | 2.507 |